# MNM (catch)
Pour les articles homonymes, voir MNM.
 (mai 2013).
Le contenu est difficilement compréhensible vu les erreurs de traduction, qui sont peut-être dues à l'utilisation d'un logiciel de traduction automatique.
Palmarès
WWE Tag Team Championship (3 fois) 
 WWE Women's Championship (1 fois) - (Melina)
MNM est une ancienne équipe de catcheurs heels de catch de la WWE et de l'Ohio Valley Wrestling composée de Joey Mercury (auparavant Joey Matthews), Johnny Nitro, appelé maintenant John Morrison, et Melina Perez. Le nom de l'équipe est un sigle tiré des noms de ring des trois lutteurs (Mercury, Nitro et Melina).
L'équipe fut dissoute puis réunie une fois ; elle gagna trois fois le WWE Tag Team Championship et une fois le OVW Southern Tag Team Championship .
Leur gimmick était celle d'un trio de célébrités de Hollywood, avec une entrée sur un tapis rouge et sous les flashs des paparazzi.

## Carrière

### OVW et SmackDown (2005-2006)
Les MNM commence à catcher dans le club-école de OVW pendant près d'un an dans lequel ils gagnèrent une fois le OVW Southern Tag Team Championship, avant d'êtres appelés à SmackDown en avril 2005. Ils commencent à SmackDown! pendant que Carlito interviewer Rey Mysterio dans le Carlito's Cabana où ils attaquent Rey Mysterio et une feud commença entre MNM et Mysterio et son partenaire Eddie Guerrero qui sont à l'époque les WWE Tag Team Champions. Deux semaines après leur début, le 21 avril, ils gagnent le WWE Tag Team Champions après que Guerrero l'ait abandonné en plein match,. Alors qu'ils venaient de gagner les titres, Melina apparaît dans un Angle avec Jon Heidenreich, elle se moque publiquement de lui, ce qui a causé une attaque de Johnny Nitro et Joey Mercury, mais The Road Warrior le sauve de cette attaque. Ensuite, ils lancent un challenge à MNM pour les WWE Tag Team Champions à The Great American Bash 2005 dans lequel ils perdent leurs titres. Après la perte des titres, Melina introduit Jillian Hall pour redorer le groupe qu'elle quitta pour JBL après qu'il est gagné face à Mysterio.
Le 28 octobre 2005 à Smackdown!, MNM obtient une place dans un Fatal Four Way Tag Team Match pour le WWE Tag Team Champions dans lequel il y avait The Mexicools (en) (Super Crazy et Psicosis), William Regal et Paul Birchall et les WWE Tag Team Champions Legion of Doom 2005 (Road Warrior Animal et Jon Heidenreich), pendant le match MNM ont fait un Snapshot (Flapjack DDT) pour gagner une 2 fois le titre. Le 6 décembre 2005 à Smackdown!, un match a lieu entre MNM et l'équipe de Batista et Rey Mysterio. Pendant le show, Melina est placée dans un angle avec Batista dans les vestiaires où elle essaye de le séduire. Cet angle les engage à des actes sexuels (storyline) qui se finira par un simple merci avant de partir pour le match face à MNM dans lequel Mysterio et lui leur défait leur titre.
La storyline continue la semaine car MNM utilise son match revanche, Melina se fit interviewer où elle dit qu'elle s'est fait agresser sexuellement. Durant le match, Mark Henry intervient et aide MNM à reprendre les titres. Mark Henry ne resta pas longtemps dans le groupe à cause de sa querelle avec Daivari.
En avril 2006, MNM est placée dans un angle où ils perdent tous leurs matchs (tag team matches, singles matches et a six-man tag match).
À Judgment Day 2006 en mai, MNM perd leur titre contre Paul London et Brian Kendrick, alors Johnny Nitro et Melina Perez se retournent soudainement contre Mercury après le match, mettant fin à l'équipe. Plus tard dans la soirée, Melina perd son match face à Jillian et par la suite met une claque au General Manager Theodore Long. Énervé il décide de virer (scénariquement), Melina et Johnny Nitro du roster de Smackdown! Hors-caméra, Johnny Nitro et Joey Mercury ne s'entendait pas très bien, la WWE décide d'envoyer Nitro et Melina à Raw et Mercury lui est suspendu pour avoir violé la politique anti-politique.

### Reformation (2006-2007)
En novembre 2006, MNM se réunit à RAW pour accepter un open challenge des Hardys (Matt et Jeff) pour ECW December to Dismember. Lors du PPV, ils perdent face aux Hardys. MNM et les Hardys s'est à nouveau réuni à Armageddon dans un Fatal Four Fay Tag Team Ladder Match, où il y avait également William Regal et Dave Taylor (en) et Paul London et Brian Kendrick. Pendant le match, où London et Kendrick conservent leur titres, Mercury s'est blessé en se faisant frapper au nez avec une échelle ; il reçut 15 points de suture. La blessure a été travaillée dans l'angle, Mercury lui revient en portant un revêtement protecteur sur son visage, la rivalité entre les Hardy Boyz à un point où MNM cherche à blesser l'un ou l'autre des Hardys. Après leurs querelles avec les Hardys était terminées, Nitro et Melina ont continué ensemble à Raw, tandis que Mercury par lutté en solo à SmackDown!, principalement utilisé en jobber.
Le 26 mars 2007, le site officiel de la WWE annonce que Mercury est libéré de son contrat, mettant ainsi fin à MNM comme clans,. L'équipe Melina Nitro s'essoufflent quand Melina devient WWE Women's Championship  et retient l'attention en commençant comme interprète célibataires.
En 2007, Nitro se fait drafter à la ECW et rebaptiser à son nom de ring en John Morrison, tandis que Melina est resté à Raw.

## L’après MNM

### John Morrison

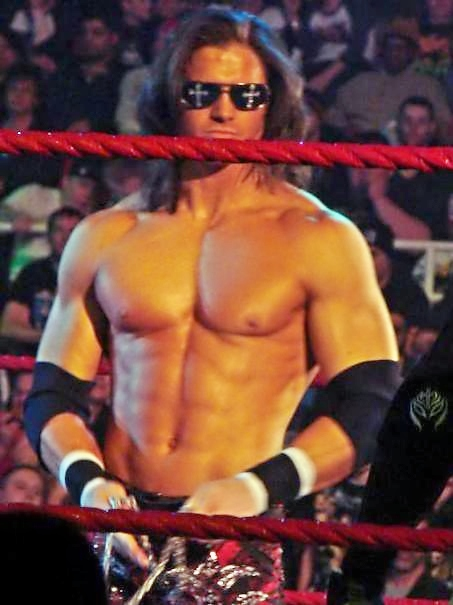
John Morrison au Royal Rumble 2010

Après son Draft en 2007 à la ECW, il remporte le Championnat de la ECW face à CM Punk le 24 juin 2007 à ECW mais le perd à Vengeance : Night of Champions (2007) alors qu'il était vacant. Ensuite, il gagne le Championnat par équipe de la WWE avec The Miz le 13 novembre 2007 à Smackdown face à Matt Hardy et MVP.
Lors du The Great American Bash 2008, ils perdent les titres face à Curt Hawkins et Zack Ryder. Le 13 décembre 2008, lui et The Miz battent CM Punk et Kofi Kingston et gagnent le Championnat du monde par équipe de la WWE qui garderont jusqu’à WrestleMania XXV où ils les perdent en Dark match face à The Colóns.
Lors du Draft 2009, The Miz et John Morrison se séparent. Lors du Smackdown! du 17 avril 2009, il effectue un Face turn en battant Shelton Benjamin. Lors du Smackdown! du 31 juillet, il obtient un match face à Jeff Hardy pour le Championnat du Monde-Poids de la WWE que Morrison perdu. Le 4 septembre, il devient pour la 3e de sa carrière Champion Intercontinental de la WWE.
Lors de Hell in a Cell 2009, il garde son titre face à Dolph Ziggler. Lors de Bragging Rights 2009, il perd face à The Miz (Champion des États-Unis de la WWE à l'époque). Lors de Survivor Series 2009, son équipe perd face à l'équipe du Miz. À TLC 2009, il perd son titre face à Drew McIntyre.
À Royal Rumble 2010, il entre au 30-Man Royal Rumble match à la 11e place et se fait éliminait 23e place. À Elimination Chamber 2010 lors Elimination Chamber match pour le Championnat du monde poids-lours de la WWE, il perd ce match au profil Chris Jericho. Lors de Smackdown, il perd un match pour se qualifier au Money In The Bank Ladder Match de WrestleMania XXVI face à R-Truth. Lors du Smackdown du 5 mars, R-Truth et lui deviennent challengers no 1 aux WWE Unified Tag Team Championship, en battant The Hart Dynasty et la Cryme Tyme. Il perd à Wrestlemania avec R-Truth face à ShowMiz. Lors d'Extreme Rules 2010, il fait équipe avec R-Truth dans un Gauntlet Tag Team Match contre ShowMiz pour être challenger no 1 à l'Unified Tag Team Championship en entrant en premier mais perd par disqualification car il n'a pas cassé sa prise de soumission sur le Big Show.
Lors du Money in the Bank 2010, il participe Money in the Bank Ladder match de Raw gagné par The Miz. Lors du SummerSlam 2010, il remporte son 1er Main Event avec la Team WWE face à The Nexus. À partir de là, son gimmick de Yamakasi évolue. Lors de Night of Champions 2010, il participe au 1er Triple Threat Submissions Count Anywhere Match de l'histoire de la fédération pour le United States Championship, mais échoue une nouvelle fois. Lors de Bragging Rights 2010 il perd avec l'équipe Raw face à Smackdown!. Par la suite, il entame une rivalité face à Sheamus qu'il bat à Survivor Series 2010. Il perd face à ce dernier lors du tournoi King of the Ring en finale, il le bat encore une fois lors de TLC 2010 au la place de challenger no 1 au WWE Championship était en jeu.
Lors du Raw du 3 janvier 2011, il perd son match de championnat, un Falls Count Anywhere match face au champion de l'époque The Miz. Lors d'Elimination Chamber 2011, il perd au profit de John Cena dans un Elimination Chamber Match pour avoir un match pour le titre à WrestleMania XXVII.
Lors de WrestleMania XXVII, il fait équipe avec Trish Stratus et Snooki pour battre Dolph Ziggler et les LayCool.
Lors d'Extreme Rules 2011, il affronte John Cena et The Miz dans un Triple Threat Steel Cage Match pour le titre que Cena remporte. Peu après ce match, R-Truth l'attaque et le blesse à l'épaule.
Lors de SummerSlam 2011, il fait équipe avec Rey Mysterio et Kofi Kingston et bat The Miz, Alberto Del Rio et R-Truth. Lors de Night of Champions 2011 il participe au Fatal 4-Way match pour le WWE United States Championship gagné par Dolph Ziggler et lors de Hell in a Cell 2011 face à Cody Rhodes pour le WWE Intercontinental Championship.
Son contat a la WWE a pris fin le 30 novembre 2011

### Joey Mercury

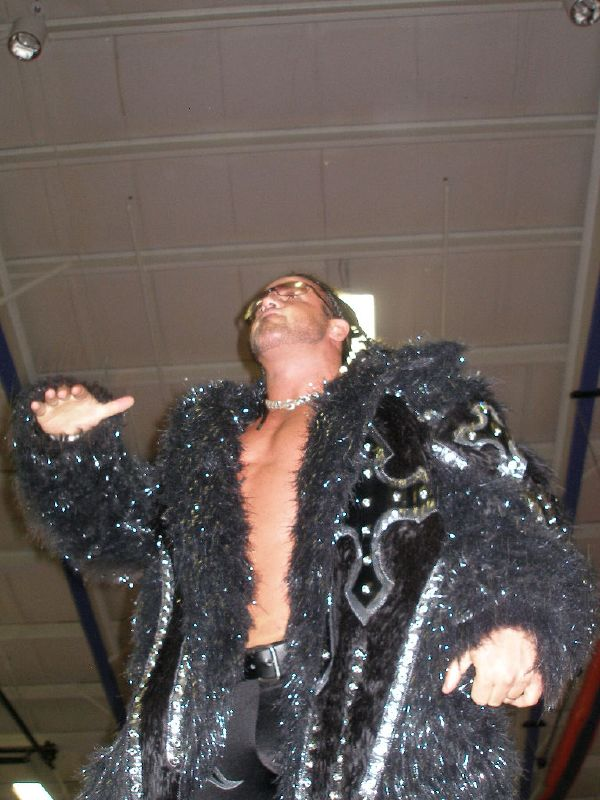
Joey Mercury en 2007

Il part ensuite dans plusieurs fédérations indépendantes (Northeast Wrestling, Maryland Championship Wrestling, Fight Sport Midwest, IWA Mid South Wrestling, New York Wrestling Connection, Great Lakes Championship, Pro Wrestling Unplugged, All American Wrestling, UWA, United Wrestling Federation, Millennium Wrestling Federation, Ballpark Brawl VIII, Booker T's Pro Wrestling Alliance).
Le 12 septembre 2007, il intègre l'OVW mais en restant toujours dans toutes les autres fédérations. À ce moment-là il ne plus que pour (PWU, United Wrestling Federation, United Wrestling Federation, All American Wrestling, 1 Pro Wrestling, Maryland Championship Wrestling).
Il apparait lors de Bound for Glory 2007 avec Johnny Swinger face à Motor City Machine Guns (Chris Sabin et Alex Shelley) qu'il perdit.
Le 25 janvier 2008 il débute à Ring of Honor et perd avec Jimmy Jacobs face à Roderick Strong et Rocky Romero. Il continue à catcher avec la ROH jusqu'au 27 juin 2008. Il continua de catcher avec les autres fédération jusqu'au 27 septembre 2008. À partir de là, il prend une pause de 1 an et 5 mois.
Il revient lors d'Extreme Rules 2010 en intervenant pendant le match entre Rey Mysterio et CM Punk où il intervient en faveur de CM Punk avec un masque. Il intervient encore lors du WWE Draft 2010 en faveur de CM Punk alors en plein match face à Evan Bourne. Lors d'Over the Limit 2010, il aide CM punk à détruire Rey Mysterio mais Kane vient sauver Mysterio et l'aider à raser CM Punk. Lors du Smackdown! du 23 juillet 2010, pendant son match qu'il perdu face à Big Show, il lui retire le masque et le public découvre que c'est Joey Mercury. Lors de SummerSlam 2010, lui et le reste de S.E.S perdent face au Big Show. Lors du Smackdown! du 3 septembre 2010, lui et Luke Gallows perdent face au Big Show, après ce match, CM Punk attaque Gallows. Depuis, Joey Mercury entraîne les catcheur de la Florida Championship Wrestling.

### Melina Perez
Connue à l'origine comme membre et manager de l'équipe MNM, Melina a ensuite entamé sa carrière solo en même temps que John et Joey. Elle a été 5 fois championne : trois fois championne féminine et deux fois championne des Divas. Melina est la seule à garder le gimmick de star hollywoodienne et la seule à avoir gardé la musique d'entrée de l'équipe. Elle est aussi la première femme du catch à avoir remporté ces deux titres la même année, et la troisième à avoir tenu les deux titres (la première étant Michelle McCool). Le 5 août, la WWE décide de mettre fin à son contrat. Le 12 août, Melina confirme qu'elle fera ses débuts à la fédération indépendante nommée Women Superstars Uncensored (WSU) dans un Pay-per-view nommé Breaking Barriers, le 19 novembre où elle doit affronter Serena, une ancienne Diva de la WWE. Cependant, il a été annoncé fin octobre que Serena ne pouvait pas lutter à cause d'une blessure. Théoriquement, Melina peut toujours lutter mais son adversaire n'est pas connu. Elle gagne son premier match contre Lexxus. Le 17 décembre 2011, elle annonce qu'elle n'est pas la Knockout masquée qui a fait son apparition récemment à la TNA. Elle ajoute que si elle prenait une décision, ses fans seraient les premiers avertis. Melina a catché à la Wrestling Fan Xperience le 4 février 2012, où elle arborait sa tenue du Westlemania 24 (tenue parsemée de diamants bleus et noirs et de grands éventails de plumes assortis). Elle était en compagnie de plusieurs WWE Alumnis dont son petit ami John Morrison, MVP, Jillian qu'elle battra lors de cette soirée.

## Palmarès et accomplissements
- Ohio Valley Wrestling
  - OVW Southern Tag Team Championship : 1 fois (Nitro et Mercury) [2]
- Pro Wrestling Illustrated
  - Équipe de l'année 2005[21]
- World Wrestling Entertainment
  - 3 fois : WWE Tag Team Championship (Nitro et Mercury)[22]
  - 1 fois : WWE Women's Championship (Melina)